# Старик Букашкин
Стари́к Бука́шкин (Б. У. Кашкин, настоящее имя — Евгений Михайлович Малахин; 16 сентября 1938, Иркутск — 13 марта 2005, Екатеринбург) — екатеринбургский художник и поэт, «Народный дворник России», один из основателей андеграунда в Свердловске (Екатеринбурге).
Помимо «Старика Букашкина», Е. М. Малахин известен под псевдонимами «К. А. Кашкин» (Какий Акакиевич Кашкин),  «Б. У. Кашкин», «Народный дворник России», «Народный дворник России Букашкин», «Панк-рок-скоморох», «Народный Старик России Б. У. Кашкин».

## Биография
Е. М. Малахин родился 16 сентября 1938 года в Иркутске.
Он получил высшее образование в Ижевске, окончив Ижевский механический институт.
В 1961 году Малахин переехал в Свердловск, где получил специальность «инженер-энергетик». Затем он работал старшим инженером электроцеха предприятия «Уралтехэнерго», где его называли «Старший гений».
Получив инженерное образование, Е. М. Малахин до пенсии работал по своей специальности «инженер-энергетик».
В центре Свердловска в подвале дома № 5 по улице Толмачёва у Е. М. Малахина была мастерская, названная в народе «букашником», просуществовавшая в этом доме с 1971 до 1992 года.
В 1989 году Малахин вышел на пенсию и стал работать дворником в Уралэнерго.
В 1992 году мастерская-дворницкая Старика Букашкина переехала в дом № 9 по улице Толмачёва, где просуществовала до 2004 года.
В 2005 году Е. М. Малахин умер в Екатеринбурге от осложнений тяжелой формы астмы. Похоронен в Екатеринбурге на Широкореченском кладбище

### Творчество
Активное творчество Малахин начал с экспериментов с фотографией (в частности, варил плёнку). Своими опытами он предвосхитил появление т. н. ломографии, однако шёл в своих поисках гораздо глубже, отбрасывая нарративность и изобразительность фотографии. Увлекся тем, что начал писать иконы, используя для этого половые эмали (это была единственная краска, которую в те годы можно было легко достать), а потом начал вырезать иконы из дерева, в которых пластические характеристики формы традиционной иконы преобразовывались в полуабстрактные иконные рельефы.
Благодаря регулярным поездкам в Одессу Малахин подружился с одесскими художниками-авангардистами. Как следствие этой дружбы, в Екатеринбурге оказалась коллекция художников одесского андеграунда. 13 ноября 2018 г. в музее Б. У. Кашкина в Уральском федеральном университете выставка «из Одессы с любовью» открыла цикл экспозиций, посвященных 80-летию легендарного персонажа неофициального Свердловска / Екатеринбурга и 10-летию его музея в Уральском университете. На выставке были представлено около 50 произведений живописи и графики одесских мастеров, авторские книги из коллекции музея и семьи Малахина, фотографии Одессы Сергея Рогожкина
В 1987 году Букашкин выставил своё произведение «Ширмоклад» на Экспериментальной художественной выставке «Сурикова, 31». Автор называл это своё произведение книгой-объектом и проводил с ним перформансы. «Ширмоклад» представлял собой многосоставную инсталляцию, над которой Малахин работал с 1976 года. Это произведение было представлено в каталоге выставки под названием «Произведение автора и его книги».
Он первым начал пропагандировать в Свердловске (Екатеринбурге) «современное народное искусство» — занимался росписью бетонных заборов, мусорных контейнеров, со временем — специально предназначенных для граффити стен в городе. Выработал «теорию помойки», согласно которой любой мусор может рассматриваться как художественное произведение, получившееся наиболее естественным путём (и само его искусство зачастую делалось из мусора и в мусор же возвращалось, так как нигде не выставлялось).
Его начали[когда?]

 называть самым экстравагантным екатеринбургским художником. Он писал стихотворения и прозу, писал картины.
Позже ему понравилась идея антиалкогольных плакатов. Он был также и скоморохом. Через некоторое время «Женю-художника» стали приглашать украшать город, публиковаться в журналах, газетах. В 1989 году создал вместе с друзьями свободное художественное общество «Картинник». Это сообщество молниеносно приобрело союзную известность и в 1989 году «Картинников» буквально засыпали приглашениями на фестивали.
Общество «Картинник», кроме художественной работы, занималось также и музыкальной деятельностью, исполняя абсурдные песни частушечного формата с некоторым уклоном в бытовую тематику. Музыкальные труды «Картинника» были зафиксированы в единственном любительстком магнитоальбоме «Поём & плачем. Последние хиты».
В 1990—1992 годах Б. У. Кашкин рисовал много стрит-арта, аго картины появились на гаражах и бетонных заборах, большинство его стрит-арт картин в дальнейшем были утеряны. К 2012 году сохранилась «Тропа Букашкина» во дворе домов с адресами «ул. Ленина 5», росписи на которой Администрацией Екатеринбурга признаны в 2009 культурной ценностью/
В 2001 году Е. Малахин работал над проектом «Я памятник тебе воздвиг».

## Профессии
По образованию инженер-энергетик, Е. М. Малахин много ездил по стране и за рубеж, занимался надзором за электростанциями. Помимо основной профессии, Букашкин имел профессии неофициальные: художник, фотограф, поэт, прозаик, искусствовед, музыкант, философ.

## Персональные выставки
- 2004 — «Мой друг старик Букашкин». Салон «ПараРам», Екатеринбург[15][16].
- 2005 — «День рождения Букашкина». Салон «ПараРам», Екатеринбург.
- 2006 — «Букашкин: день рожденья». Салон «ПараРам», Екатеринбург.[17]
- 2007 — «Первоапрельская» выставка и аукцион работ старика Букашкина, Екатеринбург.
- 2009 — Персональная выставка. Центр современной культуры «Гараж», Москва[18].
- 2013 — «Ну до чего же хорошо: и жизнь прожил, и жив ишо! Букашкину 75». «Gallery 11» (Студенческая 11).
- 2015 — «И жизнь прожил, и жив ишо». Музей советского наива, Екатеринбург.[19]
- 2018 — «Вне времени Но кстати» : выставка к 80-летию Евгения Малахина (Б. У. Кашкина) из собрания ЕМИИ, Екатеринбург.[20].

## Произведения
- Старик Букашкин. Во дворе, а не в лесу я нашел сосновый сук. — Издательство «Der Бук», 1990-е.

### Проза

#### Малые формы
- Ребята, не курите, не пейте, любите зверушек и друг друга.

#### Большие произведения
- Миф о добром и злом (ино-сказание)
- Серия книг «Скромная книга»

## Память
- В 2005 году в Екатеринбурге было создано Свердловское региональное АРТ-движение «Старик Букашкин». Целями движения является сохранение, популяризация творческого наследия Букашкина, проведение культурных акций. Учредителями движения выступили Екатерина Шолохова (П.Ушкина), Пётр Малков, Андрей Козлов, Светлана Абакумова, Эдуард Поленц, Юрий Данилин, Евгений Артюх. С 2005 по 2018 год Президентом Арт-движения был Евгений Артюх. В декабре 2018 года президентом избран сын Букашкина Ярослав Минуллин.
- с 2005 по 2012 года в Екатеринбурге усилиями активистов АРТ-движения «Старик Букашкин» во дворах домов по пр. Ленина, 5 была создана "Тропа Старика Букашкина ", представляющая собой сохраненные и новые, выполненные по фотографиям и рисункам, букашкинские росписи на фасадах. «Тропа Старика Букашкина» вошла в некоторые туристические каталоги и путеводители по г. Екатеринбургу.
- В 2006 году в Екатеринбурге прошёл первый аукцион работ Старика Букашкина. Он был приурочен ко Дню Рождения Евгения Малахина. Организаторы решили после смерти художника собрать деньги на систематизацию его творчества. При этом местные галеристы отдавали себе отчет, что это практически невозможно. Букашкин и единомышленники десятками дарили картинки просто прохожим на улицах, разрисованные гаражи и заборы снесены, многое из нарисованного на предметах, которые можно унести, оказалось в заграничных коллекциях.
- В сентябре 2007 г. в екатеринбургском художественном салоне «Пара Рам» открылась выставка «Букашкин — 69». Были представлены более восьмидесяти работ Старика Букашкина из собрания семьи художника и несколько полотен, созданных основанным им обществом «Картинник». Творчество Старика Букашкина, по словам искусствоведов, необычно ещё и тем, что при всей многочисленности его работ это одни из самых дорогих в денежном выражении произведений современного российского искусства.
- Уральский государственный университет получил грант на создание Музея старика Б. У. Кашкина. Музейно-выставочная площадка, посвященная Старику Букашкину, открылась 19 декабря 2008 года на факультете искусствоведения и культурологии Уральского госуниверситета (УрГУ)[21].
- В 2007—2008 годах на бортах екатеринбургских трамваев были размещены изображения с текстами и сюжетами старых работ известных «картинников».
- Друзья и последователи Старика Букашкина сняли фильм о его творчестве и судьбе — «Легенда о Старике Букашкине» (режиссёр и автор сценария С. В. Абакумова).
- 19 декабря 2009 годах на факультете искусствоведения и культурологии в рамках инновационно-образовательной программы Уральского Государственного университета им. А. М. Горького открыта лаборатория творческих технологий «Музей старика Б. У. Кашкина». В музейном пространстве не только экспонируются разнообразные артефакты 1970—2000-х годов самого Букашкина, но и проходят конкурсы, мастер-классы, научные конференции, а также постоянно сменяются временные экспозиции, посвященные разнообразным сторонам неофициального искусства Урала.
- 31 мая 2009 года в Екатеринбурге АРТ-движением «Старик Букашкин» решено провести «Первомайскую демонстрацию солидарности художников всех мастей» под лозунгом «Старик Букашкин — солнце Евразии!».[22]
- С 25 сентября по 25 октября 2009 в Москве в рамках 3-й Московской биеннале современного искусства арт-группой «Синие носы» была подготовлена экспозиция, посвященная творчеству Б. У. Кашкина.
- С 14 по 29 декабря 2009 в Челябинске в галерее современного искусства «OкNо» в рамках проекта «Актуальные художники и арт-практики 1980—1990-х гг. на Урале. Дайджест» проводится выставка «Евгений Малахин / Старик Букашкин. Пространства общения»[23].
- В конце октября 2009 года в Перми усилиями галереи «Green Art» был проведён «Б. У. Кашкин Fest». Данный проект получил Премию Сергея Курёхина в номинации «Лучший кураторский проект».
- В 2014 году екатеринбургский гражданский Сенат предложил присвоить Евгению Малахину звание «Почётный гражданин Екатеринбурга»[24][неавторитетный источник].
- Две книги Старика Букашкина, выполненные на древесной коре, хранятся в знаменитой Британской библиотеке[25]. Это книги из серии, выполненной в начале 1990-х годов с использованием коры берёзы, символа русской культуры[25]. Название книг — «DRrrrr…» (звук пилы), подзаголовок «Скромная книга»[25].